# Apollodoro di Cassandrea
Apollodoro (in greco antico: Ἀπολλόδωρος?, Apollòdōros; Cassandrea, ... – Cassandrea, 276 a.C.) fu un tiranno della città greca di Cassandrea, nella penisola di Pallene, sulla quale esercitò il potere all'incirca dal 279/278 al 276 a.C. È ricordato dagli autori antichi come un tiranno di efferata crudeltà, spesso accostato a personaggi come Falaride, Alessandro di Fere e Geronimo di Siracusa.

## Biografia e testimonianze antiche
Le notizie sulla sua vita sono scarse, controverse e legate esclusivamente al periodo della tirannia e ad alcuni episodi immediatamente precedenti. Polieno afferma che da privato cittadino Apollodoro sembrava il più strenuo oppositore dei tiranni, avendo firmato il decreto per la rimozione di Lacare, despota di Cassandrea, e, liberata la città dal tiranno, organizzò l'Euridicea, una festa in onore di Euridice aveva in precedenza dichiarato Cassandrea indipendente dai Macedoni; in più occasioni si mostrò contrario alla tirannia, al punto che molti erano convinti che ne fosse il primo nemico. Si trattava invece di un inganno ai danni dei suoi concittadini, poiché, ottenuto il titolo di "ἐπιμελητής," ("epimeletés", curatore degli interessi della città), organizzò un colpo di stato a cui aderirono schiavi e lavoratori e riuscì ad impadronirsi del potere su Cassandreia con la forza grazie all'aiuto di mercenari galati, nel periodo delle invasioni celtiche in Grecia (tra il 279 ed il 278 a.C.); cercò poi di assicurarsi il sostegno di Sparta firmando con essa alcuni trattati.
Secondo Diodoro Siculo, Apollodoro si arricchì moltissimo attraverso le requisizioni delle ricchezze dei benestanti, che poi usò per pagare i soldati celti che lo servivano e che distribuì anche ai poveri del popolo. In seguito però pretese grosse somme di denaro dai cittadini ed estorse loro oro e argento, infliggendo supplizi sia agli uomini che alle donne. La crudeltà di Apollodoro si era già manifestata mentre stava pianificando di prendere il potere. Vari autori ricordano che, invitato un giovane di nome Callimele ad un sacrificio, lo uccise offrendolo agli dèi e lo fece a pezzi; quindi distribuì ai compagni congiurati la sua carne (dopo averla bollita nel sangue, secondo Polieno) e fece loro bere vino misto al sangue del giovane. Plutarco riporta un sogno che Apollodoro avrebbe fatto in seguito all'episodio: in esso il futuro tiranno veniva scorticato e poi bollito dagli Sciti, mentre il suo cuore riconosceva di essere la causa di questa punizione, con riferimento all'episodio di Callimele; in un'altra occasione, Apollodoro sognò le sue figlie che correvano intorno a lui mentre ardevano. Un altro aneddoto sulla sua crudeltà è riferito da Polieno. Prima di diventare tiranno, fu accusato di cospirare contro la libertà della città, ma riuscì ad essere assolto dall'accusa presentandosi ai giudici insieme alla propria famiglia, tutti vestiti di nero, e chiedendo che fosse fatto di loro ciò che i giudici preferissero; colpiti da come si era umiliato, lo scagionarono ma, poco dopo l'inizio della sua tirannia, Apollodoro li uccise, come se l'assoluzione fosse dipesa dal suo merito e non da una loro decisione.
Il potere di Apollodoro su Cassandrea durò pochi anni: nel 276 a.C. Antigono II Gonata, che cercava di estendere il suo controllo sulla Macedonia, cercò di impadronirsi della città; ci riuscì dopo un assedio di 10 mesi, grazie all'aiuto di Aminia il Focese, un pirata. Questi, su richiesta di Antigono, aveva fatto dono di vino e di provviste ad Apollodoro mentre era assediato e aveva cercato di riconciliare i due; il tiranno, convintosi dell'amicizia di Aminia, ridusse la sorveglianza sulle mura ed il pirata ne approfittò per far costruire in segreto delle scale che ne raggiungessero la cima. Un mattino all'alba, approfittando della scarsa vigilanza, nascose 2.000 uomini sotto le mura, mentre 10 pirati le scalavano; non appena questi raggiunsero la cima, le scale furono agganciate alle mura ed i 2.000 uomini presero la città. Cassandrea passò sotto il controllo di Antigono ed Apollodoro fu ucciso.